# 480-km-Rennen auf dem Nürburgring 1989

Nürburgring-Streckenlayout 1989

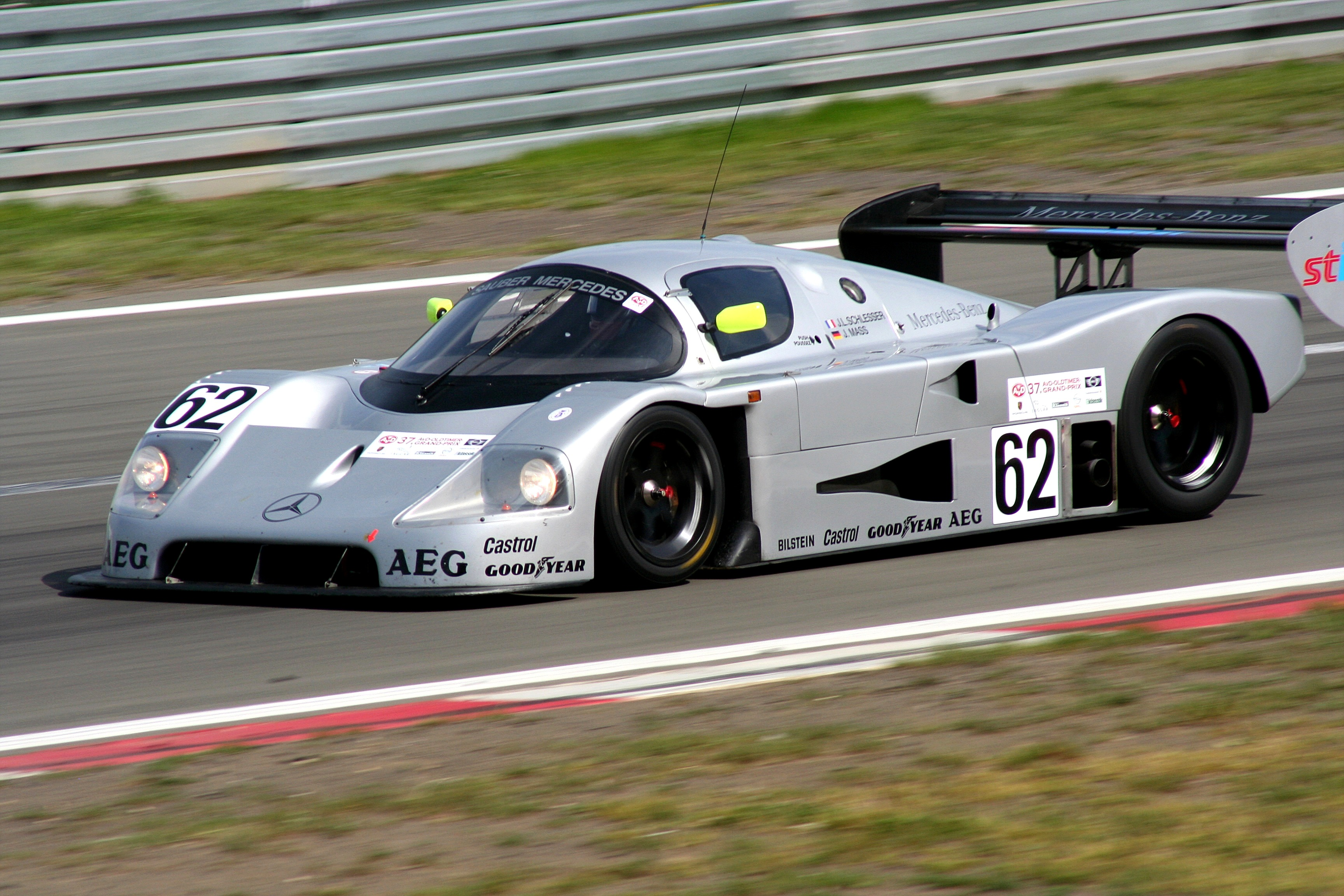
Sauber C9, Baujahr 1988, auf dem Nürburgring

Das 34. 1000-km-Rennen auf dem Nürburgring, verkürzt auf eine 480-km-Distanz, auch ADAC Trophy Nürburgring (World Sports Prototype Championship), Nürburgring, fand am 20. August 1989 auf dem Nürburgring statt und war der fünfte Wertungslauf der Sportwagen-Weltmeisterschaft dieses Jahres.

## Vor dem Rennen
Für das Jahr 1989 hatte die FIA beschlossen, außer den 24 Stunden von Le Mans die Rennen der Prototypen-Weltmeisterschaft drastisch zu verkürzen. Statt der 1000 km bzw. noch 908 km im Vorjahr waren es auf dem Nürburgring nur mehr rund 480 km beziehungsweise 106 Runden auf der Grand-Prix-Strecke. Sinn der Maßnahme war, mehr Spannung für die Zuschauer zu schaffen und das Rennen für das Fernsehen attraktiver zu machen.

## Das Rennen
Akuter Treibstoffmangel beeinflusste das Endergebnis des 1000-km-Rennens nachhaltig. 80 Runden führte der Nissan R89C von Andrew Gilbert-Scott und Julian Bailey das Rennen an. Drei Runden vor Schluss blieb der Wagen mit Bailey am Steuer ohne Benzin im Tank auf der Strecke stehen. Noch schlimmer erwischte es den Führenden Bob Wollek. Wollek, der sich das Cockpit des Joest-Racing-Porsche 962C mit Frank Jelinski teilte, überholte elf Runden vor Schluss den Sauber-Mercedes C9/88 von Jean-Louis Schlesser und ging in Führung. In der vorletzten Runde blieb auch er ohne Treibstoff stehen. Drei Liter Benzin fehlten zum Gesamtsieg. Grund für die Ausfälle war die vom Reglement festgelegte Benzinregel. Die Menge des zu verbrauchenden Treibstoffs war limitiert. 246 Liter für die Renndistanz von 481 Kilometer. Bei Joest ärgerte man sich nach dem Rennen über die falsche Renntaktik. Im Windschatten hinter dem Schlesser-Sauber wäre es Wollek möglich gewesen Benzin zu sparen, um dann so spät wie möglich zu überholen. Von Anfang an chancenlos waren die Jaguar XJR-11- und Toyota 89C-V-Teams, die ob des großen Spritverbrauchs ihrer Turbomotoren so langsam fahren mussten, dass sie mit mehreren Runden Rückstand ins Ziel kamen.
Nach dem Wollek-Ausfall gelang den beiden Sauber C9 ein Doppelsieg. Jean-Louis Schlesser und Jochen Mass siegten vor den Teamkollegen Mauro Baldi/Kenny Acheson.

## Ergebnisse

### Schlussklassement
| 1               | C1  | 61  | Team Sauber Mercedes             | Jean-Louis Schlesser Jochen Mass         | Sauber-Mercedes C9/88 | 106 |
| 2               | C1  | 62  | Team Sauber Mercedes             | Mauro Baldi Kenny Acheson                | Sauber-Mercedes C9/88 | 106 |
| 3               | C1  | 10  | Porsche Kremer                   | George Fouché Giovanni Lavaggi           | Porsche 962 CK6       | 104 |
| 4               | C1  | 6   | Repsol Brun Motorsport           | Walter Brun Jesús Pareja                 | Porsche 962C          | 104 |
| 5               | C1  | 2   | Silk Cut Jaguar                  | John Nielsen Andy Wallace                | Jaguar XJR-11         | 104 |
| 6               | C1  | 16  | Repsol Brun Motorsport           | Oscar Larrauri Franz Konrad              | Porsche 962C          | 104 |
| 7               | C1  | 37  | Toyota Team Tom's                | Johnny Dumfries Geoff Lees               | Toyota 89C-V          | 104 |
| 8               | C1  | 18  | Aston Martin                     | Brian Redman David Leslie                | Aston Martin AMR1     | 103 |
| 9               | C1  | 13  | Courage Compétition              | Pascal Fabre Hervé Regout                | Cougar C22S           | 103 |
| 10              | C1  | 1   | Silk Cut Jaguar                  | Jan Lammers Patrick Tambay               | Jaguar XJR-11         | 103 |
| 11              | C1  | 15  | Richard Lloyd Racing             | Steven Andskär Bertrand Gachot           | Porsche 962C GTi      | 102 |
| 12              | C1  | 5   | Repsol Brun Motorsport           | Harald Huysman Uwe Schäfer               | Porsche 962C          | 102 |
| 13              | GTP | 201 | Mazdaspeed                       | Dave Kennedy Pierre Dieudonné            | Mazda 767B            | 101 |
| 14              | C1  | 34  | Porsche Alméras Montpellier      | Jacques Alméras Jean-Marie Alméras       | Porsche 962C          | 101 |
| 15              | C1  | 14  | Richard Lloyd Racing             | Derek Bell Tiff Needell                  | Porsche 962C GTi      | 100 |
| 16              | C1  | 72  | Obermaier Primagaz               | Jürgen Lässig Pierre Yver                | Porsche 962C          | 100 |
| 17              | C2  | 171 | Team Mako                        | Robbie Stirling James Shead              | Spice SE88C           | 99  |
| 18              | C2  | 111 | PC Automotive                    | Richard Piper Olindo Iacobelli           | Spice SE88C           | 99  |
| 19              | C2  | 103 | France Prototeam                 | Bernard Thuner Claude Ballot-Léna        | Spice SE88C           | 98  |
| 20              | C1  | 8   | Joest Racing                     | Jean-Louis Ricci Henri Pescarolo         | Porsche 962C          | 94  |
| 21              | C2  | 102 | Chamberlain Enginnering          | Luigi Taverna John Williams              | Spice SE86C           | 83  |
| Nicht klassiert |     |     |                                  |                                          |                       |     |
| 22              | C1  | 29  | Mussato Action Car               | Bruno Giacomelli Massimo Monti           | Lancia LC2/89         | 55  |
| Ausgefallen     |     |     |                                  |                                          |                       |     |
| 23              | C1  | 7   | Joest Racing                     | Bob Wollek Frank Jelinski                | Porsche 962C          | 105 |
| 24              | C1  | 23  | Nissan Motorsports International | Andrew Gilbert-Scott Julian Bailey       | Nissan R89C           | 103 |
| 25              | C2  | 108 | Roy Baker Racing                 | Philippe de Henning Dudley Wood          | Spice SE87C           | 94  |
| 26              | C1  | 21  | Spice Engineering                | Eliseo Salazar Tim Harvey                | Spice SE89C           | 76  |
| 27              | C1  | 17  | Dauer Racing                     | Jochen Dauer Will Hoy                    | Porsche 962C          | 74  |
| 28              | C1  | 40  | Swiss Team Salamin               | Antoine Salamin Max Cohen-Olivar         | Porsche 962C          | 67  |
| 29              | C2  | 101 | Chamberlain Enginnering          | Fermín Vélez Nick Adams                  | Spice SE89C           | 55  |
| 30              | C2  | 107 | Tiga Race Team                   | John Sheldon Stephen Hynes               | Tiga GC289            | 48  |
| 31              | C2  | 178 | Didier Bonnet                    | Gérard Tremblay Jean-Claude Justice      | Tiga GC289            | 35  |
| 32              | C1  | 20  | Team Davey                       | Tim Lee-Davey Heinz-Jörgen Dahmen        | Porsche 962C          | 29  |
| 33              | C2  | 106 | Porto Kaleo Team                 | Ranieri Randaccio Pasquale Barberio      | Tiga GC288/9          | 28  |
| 34              | C1  | 22  | Spice Engineering                | Thorkild Thyrring Wayne Taylor           | Spice SE89C           | 24  |
| 35              | C2  | 151 | Pierre-Alain Lombardi            | Pierre-Alain Lombardi Bruno Sotty        | Spice SE86C           | 24  |
| 36              | C2  | 177 | Louis Descartes                  | Marc Fontan Alain Serpaggi               | ALD C289              | 1   |
| Nicht gestartet |     |     |                                  |                                          |                       |     |
| 37              | C1  | 1T  | Silk Cut Jaguar                  | John Nielsen Andy Wallace                | Jaguar XJR-9          | 1   |
| 38              | C1  | 7T  | Joest Racing                     | Bob Wollek Frank Jelinski                | Porsche 962C          | 2   |
| 39              | C1  | 13T | Courage Competition              | Pascal Fabre Hervé Regout                | Cougar C22S           | 3   |
| 40              | C1  | 18T | Aston Martin                     | Brian Redman David Leslie                | Aston Martin AMR1     | 4   |
| 41              | C1  | 23T | Nissan Motorsports International | Andrew Gilbert-Scott Julian Bailey       | Nissan R89C           | 5   |
| 42              | C1  | 26  | France Prototeam                 | Jean Messaoudi Pierre-François Rousselot | Spice SE89C           | 6   |
| 43              | C1  | 62T | Team Sauber Mercedes             |                                          | Sauber-Mercedes C9/88 | 7   |

1 Trainingswagen
2 Ersatzwagen
3 Ersatzwagen
4 Ersatzwagen
5 Ersatzwagen
6 nicht gestartet
7 Ersatzwagen

### Nur in der Meldeliste
Hier finden sich Teams, Fahrer und Fahrzeuge, die ursprünglich für das Rennen gemeldet waren, aber aus den unterschiedlichsten Gründen daran nicht teilnahmen.
| Pos. | Klasse | Nr. | Team             | Fahrer | Chassis    |
| ---- | ------ | --- | ---------------- | ------ | ---------- |
| 44   | C2     | 105 | Porto Kaleo Team |        | Tiga GC288 |

### Klassensieger
| Klasse | Fahrer               | Fahrer           | Fahrzeug              | Platzierung im Gesamtklassement |
| ------ | -------------------- | ---------------- | --------------------- | ------------------------------- |
| C1     | Jean-Louis Schlesser | Jochen Mass      | Sauber-Mercedes C9/88 | Gesamtsieg                      |
| C2     | Robbie Stirling      | James Shead      | Spice SE88C           | Rang 17                         |
| GTP    | Dave Kennedy         | Pierre Dieudonné | Mazda 767B            | Rang 13                         |

### Renndaten
- Gemeldet: 44
- Gestartet: 36
- Gewertet: 21
- Rennklassen: 3
- Zuschauer: 12.000
- Wetter am Renntag: warm und trocken
- Streckenlänge: 4,542 km
- Fahrzeit des Siegerteams: 2:47:14,599 Stunden
- Gesamtrunden des Siegerteams: 106
- Gesamtdistanz des Siegerteams: 481,452 km
- Siegerschnitt: 172,725 km/h
- Pole Position: Mauro Baldi – Sauber-Mercedes C9/88 (#61) – 1:23,125 = 196,706 km/h
- Schnellste Rennrunde: Jean-Louis Schlesser – Sauber-Mercedes C9/88 (#62) – 1:29,281 = 183,143 km/h
- Rennserie: 5. Lauf zur Sportwagen-Weltmeisterschaft 1989